# Grondhaaien
Grondhaaien (Carcharhiniformes) of roofhaai(achtig)en zijn de grootste orde van haaien. Tot de ruim 300 verschillende soorten behoren onder andere de blauwe haai, de hamerhaai en de grijze rifhaai. Zij hebben allen een knipvlies, twee rugvinnen, een aarsvin en vijf kieuwspleten.

## Taxonomie
De orde van grondhaaien wordt onderverdeeld in de volgende families:
- Orde: Carcharhiniformes (Roofhaai(achtig)en)
  - Familie: Atelomycteridae
  - Familie: Carcharhinidae (Requiemhaaien)
  - Familie: Dichichthyidae
  - Familie: Galeocerdonidae (Tijgerhaaien)
  - Familie: Hemigaleidae (Wezelhaaien)
  - Familie: Leptochariidae (Voeldraadhondshaaien)
  - Familie: Pentanchidae
  - Familie: Proscylliidae (Rugvinkathaaien)
  - Familie: Pseudotriakidae (Valse kathaaien)
  - Familie: Scyliorhinidae (Kathaaien)
  - Familie: Sphyrnidae (Hamerhaaien)
  -  Familie: Triakidae (Gladde haaien)

Bakerhaaien (Orectolobiformes) · Doornhaaiachtigen (Squaliformes) · Echinorhiniformes · Grauwe haaien (Hexanchiformes) · Makreelhaaien (Lamniformes) · Grondhaaien (Carcharhiniformes) · Zee-engelen (Squatiniformes) · Varkenshaaien (Heterodontiformes) · Zaaghaaien (Pristiophoriformes)